# 웬디 (영화)
"웬디"(영어: Wendy)는 2020년 공개된 미국의 판타지 드라마 영화이다.

## 출연
- 데빈 프랑스 - 웬디 달링 역
  - 앨리슨 캠벨 - 어른 웬디 역
  - 스테파니 린 윌슨 - 어른 웬디 (목소리) 역
- 야슈아 맥 - 피터 팬 역
- 게이지 내퀸 - 더글러스 달링 역
- 개빈 내퀸 - 제임스 달링 역
  - 케빈 푸 - 늙은 제임스 후크 선장 역
- 아흐매드 케이지 - 스위트 헤비 역
- 크리스토프 민 - 토머스 마셜 역
- 로마이리 로스 - 커드조 헤드 역
- 로웰 랜데스 - 버조 역
- 셰이 월커 - 앤절라 달링 역
- 파멜라 하퍼 - 엘로이즈 역
- 토미 린 밀라조 - 아기 웬디 역
- 레비 이스털리 - 성인 더글라스 / 성인 제임스 역

## 수상
- 2020년 제46회 도빌 아메리칸 영화제 후보 프리미어 부문
- 2020년 제53회 시체스영화제 후보 오피셜 판타스틱 경쟁부문
- 2020년 제47회 겐트 영화제 후보 갈라 프리미어 및 특별 행사
- 2020년 제68회 멜버른 국제 영화제 후보 오스트레일리아 프리미어, 커밍 오브 에이지
- 2020년 제36회 선댄스영화제 후보 프리미어
- 2021년 제3회 평창국제평화영화제 후보 국제장편경쟁